# All Those Born with Wings
Albums de Jan Garbarek
It's OK to Listen to the Gray Voice
(1985) Legend of the Seven Dreams
(1988)
All those Born with Wings est un album du saxophoniste norvégien Jan Garbarek, paru en 1986 sur le label Edition of Contemporary Music. C'est un album solo.

## Description

### Musiciens
- Jan Garbarek - saxophone ténor, saxophone soprano

### Titres
| No | Titre     | Durée |
| -- | --------- | ----- |
| 1. | 1st Piece | 6:09  |
| 2. | 2nd Piece | 4:51  |
| 3. | 3rd Piece | 7:38  |
| 4. | 4th Piece | 6:34  |
| 5. | 5th Piece | 12:54 |
| 6. | 6th Piece | 5:09  |